# Władimir Konowałow
Władimir Konstantinowicz Konowałow, ros. Владимир Константинович Коновалов (ur. 22 listopada?/5 grudnia 1911 w Nadieżnoje, zm. 29 listopada 1967 w Leningradie) – radziecki oficer marynarki wojennej, podwodniak.

## Życiorys
Urodził się w rodzinie żydowskiej we wsi Nadieżnoje w obwodzie zaporoskim na terenie dzisiejszej Ukrainy. Od 1932 służył w radzieckiej marynarce wojennej, w 1936 ukończył Szkołę Marynarki Wojennej im. Michaiła Frunzego. Początkowo, w latach 1936–38 służył na różnych stanowiskach w lotnictwie Floty Czarnomorskiej, a następnie do 1939 służył jako oficer na okręcie podwodnym D-4. W październiku 1940 został zastępcą dowódcy okrętu podwodnego L-3, z którym związały się jego dalsze losy. Służył na nim na Bałtyku podczas II wojny światowej, a 9 marca 1943 w stopniu kapitana marynarki (kapitan-lejtnant) objął jego dowództwo.
Pod dowództwem Konowałowa, L-3 uczestniczył w trzech patrolach bojowych, podczas których przeprowadził 11 razy ataki torpedowe na niemieckie okręty i statki. W swoim ostatnim bojowym rejsie, 16 kwietnia 1945 zatopił statek MS „Goya”, jak się okazało, wywożący niemieckich żołnierzy i uchodźców z Prus Wschodnich. Był to jedyny potwierdzony sukces bojowy Konowałowa, lecz był on jedną z największych katastrof w dziejach żeglugi. Od 6000 do 7000 żołnierzy i cywilów utonęło, uratowano jedynie 165 osób (według niektórych źródeł, zatopił on także mniejszy statek o pojemności 1411 BRT 31 stycznia 1945, lecz nie jest to z pewnością potwierdzone; uszkodził ponadto jeden statek). Pod dowództwem Konowałowa L-3 postawił także 5 zagród minowych z 52 min, na których zatonął przynajmniej jeden statek „Henry Lütgens” (1141 BRT) 29 stycznia 1945, prawdopodobnie także torpedowiec T 34 20 listopada 1944. 
Za zatopienie „Goi” Konowałow został 8 lipca 1945 uhonorowany tytułem Bohatera Związku Radzieckiego.
Po wojnie, od maja 1946 do listopada 1947, dowodził on okrętem podwodnym N-27 (były niemiecki U-Boot typu XXI U-3515). W 1950 ukończył akademię wojennomorską im. Woroszyłowa. Awansował na kolejne stopnie, a 7 maja 1966 na kontradmirała. Pełnił służbę na stanowiskach sztabowych i w Ministerstwie Obrony. Zmarł w Leningradzie, tam został pochowany.
Był odznaczony m.in. trzykrotnie Orderem Lenina (22 września 1942, 8 lipca 1945 i 30 grudnia 1956), dwukrotnie Order Czerwonego Sztandaru (22 grudnia 1944 i 26 lutego 1953), Orderem Czerwonej Gwiazdy, dwukrotnie Orderem Wojny Ojczyźnianej I stopnia (18 grudnia 1942), Orderem Uszakowa II stopnia (13 marca 1945) i Medalem „Za zasługi bojowe” (3 listopada 1944).